# جی-فورس (بازی)
جی-فورس (به انگلیسی: G-Force) نام یک بازی رایانه‌ای بر مبنای یک فیلم انیمیشنی با همین نام است. سبک بازی تلفیقی از عناصر بازی‌های اکشن سوم شخص و سکوبازی است و از نقاط قوت آن می‌توان به گیم پلی متنوع و جذاب و صداگذاری خوب شخصیت‌ها اشاره کرد.

## داستان
داستان بازی دقیقاً اتفاقات فیلم سینمایی جی-فورس روایت می‌کند و حوادث پس از فرار ووارز و بلستر از فروشگاه حیوانات خانگی را روایت می‌کند. شخصیت اول بازی یک خوکچه هندی به نام داروین است که برای اف بی آی کار می‌کند. مأموریت جدید داروین جاسوسی و نفوذ به تجهیزات یک شرکت تولید لوازم خانگی است که توسط لئونارد سیبر اداره می‌شود و هدف تسخیر دنیا را در سر می پروراند.

## گیم پلی
روند بازی ترکیبی از سبک‌های اکشن سوم شخص، سکوبازی و مخفی کاری است و در بیشتر طول بازی با شخصیت داروین انجام می‌شود. داروین با کشتن دشمنان خود، تراشه‌هایی دریافت می‌کند که می‌تواند با استفاده از آن‌ها در کیوسک‌های مخصوصی که در جای جای مکان‌های بازی قرار دارد، کارهایی مانند ارتقاء و خرید سلاح و افزایش سلامتی خودش انجام دهد.

جدای از داروین، شخصیت قابل بازی دیگری هم در بازی وجود دارد که نام اش موچ است. موچ یک مگس جالب و خنده دار است که دوست داروین محسوب می‌شود و به واسطه بدن کوچک اش، می‌تواند در بسیاری از مواقع به کمک داروین بیاید و در جاهایی که امکان پیشروی برای داروین وجود ندارد، راه را برای او باز کند؛ البته برای استفاده از موچ، محدودیت‌های زمانی وجود دارد تا بازی‌کننده بیشتر به چالش کشیده شود.

## قابلیت سه بعدی
نسخه‌های پلی استیشن ۳ و ایکس‌باکس ۳۶۰ بازی از قابلیت تصویر سه بعدی به شیوه آتاگلیف بهره می برند و با استفاده از عینک سه بعدی و قرار دادن تنظیمات بازی بر روی سه بعدی، می‌توانید بازی را به شکل سه بعدی تجربه کنید. یک بسته بازی هم به‌طور مخصوص همراه با دو عینک سه بعدی منتشر شده‌است.

## نقدها و بازخوردها

تصویری از محیط بازی جی-فورس. منوی بالایی بازی یادآور مجموعه بازی‌های فرقه اساسین و عینک داروین یادآور عینک سام فیشر در مجموعه بازی‌های اسپلینتر سل است.

بازی با توجه به مخاطبان خاص و تم کودکانه اش، توانست نسبتاً امتیازهای خوبی بگیرد؛ طبق اعلام سایت متاکریتیک، میانگین امتیازهای بازی از مجموع ۳۳ نقد و بررسی، به عدد ۶۸ درصد رسید. برخی از منتقدان از حالت سه بعدی بازی خوششان آمد. در همین رابطه، مجله بریتانیایی گیمز مستر نوشت: "به هیچ وجه حالت سه بعدی در بازی‌ها را دست کم نگیرید؛ این چیزی است که آینده بازی‌های رایانه‌ای را می سازد، پس همین حالا آن را تجربه کنید." این مجله امتیاز ۷۷ درصد را به بازی داد.

سایت معتبر گیم اسپات هم در مورد بازی نوشت: "مبارزات سرگرم‌کننده و معماهای فریبنده، از این بازی یک بازی خوب برای انیمیشن بزرگ و زیبایش ساخته است.

## صداپیشگان
از نقاط قوت بازی، استفاده از صداپیشگان فیلم اصلی است. این صدا پیشگان به شرح زیر هستند:
- سام راکول در نقش داروین
- رکسانا اورتگا در نقش ووارز
- آوری وادل در نقش بلستر
- جان فاورو در نقش هارلی
- دی بردلی بیکر در نقش موچ
- بیل نایی در نقش لئونارد سیبر
- زاچ گالیفیاناکیس در نقش بن
- آلریکا بلوگریوا در نقش دانشمند